# L'Antre de la folie
Pour le film de Oscar Boetticher sorti en 1948, voir L'Antre de la folie (film, 1948).
Pour plus de détails, voir Fiche technique et Distribution.
L'Antre de la folie (In the Mouth of Madness) est un film américain réalisé par John Carpenter, sorti en 1994.
Il fait partie d'une trilogie informelle de Carpenter, dite « Trilogie de l'Apocalypse », avec The Thing (1982) et Prince des ténèbres (1987).
Échec au box-office, le film reçoit des critiques assez mitigées à sa sortie mais est peu à peu réévalué au fil du temps.

## Synopsis
Au milieu d'un désastre non spécifié, le Dr Wrenn rend visite à John Trent, un patient dans un hôpital psychiatrique, et Trent lui raconte son histoire.
À New York, Trent, un enquêteur d'assurance indépendant, déjeune avec un autre assureur qui lui demande de travailler pour leur plus gros client, la maison d'édition Arcane. Au cours de leur conversation, Trent est attaqué par un homme armé d'une hache qui lui demande s'il lit Sutter Cane avant d'être abattu par un policier. L'homme était l'agent de Cane, qui est devenu fou et a tué sa famille après avoir lu l'un des livres de Cane.
Trent rencontre Jackson Harglow, le directeur d'Arcane, qui le charge d'enquêter sur la disparition du populaire romancier d'horreur Sutter Cane et de récupérer le manuscrit de son dernier roman. Il charge Linda Styles, l'éditrice de Cane, de l'accompagner. Linda lui explique que les histoires de Cane sont connues pour causer divers troubles chez les lecteurs fragiles psychologiquement. Trent est sceptique, convaincu que la disparition est un coup publicitaire. Trent remarque des lignes sur les couvertures des livres de Cane qui, lorsqu'elles sont alignées correctement, forment le contour du New Hampshire et localisent Hobb's End, le décor fictif de nombreuses œuvres de Cane.
Trent et Linda partent pour Hobb's End. Linda voit des phénomènes bizarres pendant qu'elle conduit de nuit, et ils arrivent inexplicablement à Hobb's End en plein jour. Trent et Linda fouillent la petite ville, rencontrant des gens et des lieux décrits dans les romans de Cane. Trent croit que tout est une mise en scène, mais Linda n'est pas d'accord. Elle avoue à Trent que sa mission avait bien un but promotionnel, mais que la distorsion temporelle et la réplique exacte de Hobb's End ne faisaient pas partie du plan.
Linda rencontre Cane dans une église. Cane lui fait lire son dernier roman, L'Antre de la folie, ce qui la rend folle. Menacé par une foule de citadins à l'aspect monstrueux, Trent fuit la ville, mais est téléporté à plusieurs reprises au centre-ville. Après avoir eu un accident de voiture, Trent se réveille à l'intérieur de l'église avec Linda, où Cane explique que la croyance du public dans ses histoires a libéré une ancienne race d'êtres monstrueux qui veulent prendre possession de la Terre. Cane révèle que Trent n'est qu'un de ses personnages, qui doit suivre l'intrigue de Cane et rendre son manuscrit à Arcane, favorisant ainsi la fin de l'humanité.
Après avoir donné le manuscrit à Trent, Cane déchire son visage, créant un portail vers la dimension de ses maîtres monstrueux. Trent voit un tunnel qui, selon Cane, le ramènerait dans son monde et encourage Linda à venir avec lui. Elle lui répond qu'elle ne peut pas parce qu'elle a déjà lu le livre en entier. Trent court dans le tunnel, avec les monstres à ses trousses. Il tombe, puis se retrouve soudainement allongé sur une route de campagne, apparemment de retour dans la réalité. Lors de son retour à New York, Trent détruit le manuscrit puis raconte son expérience à Harglow. Harglow prétend qu'il ne connaît pas Linda, que Trent a été envoyé seul pour trouver Cane, et que le manuscrit a été livré des mois plus tôt. L'Antre de la folie est en vente depuis des semaines, et son adaptation cinématographique est sur le point de sortir. Trent est arrêté après avoir tué d'un coup de hache un lecteur du roman à l'apparence monstrueuse.
Une fois que Trent a fini de raconter son histoire, le Dr Wrenn juge qu'il s'agit d'une hallucination. Trent se réveille le lendemain pour trouver l'asile abandonné. Une radio annonce que le monde a été envahi par des créatures monstrueuses, y compris des humains mutants, et que les suicides et les meurtres de masse se répandent. Trent va voir le film L'Antre de la folie et découvre qu'il en est le personnage principal. Alors qu'il regarde à l'écran ses actions précédentes, il commence à rire de façon hystérique.

## Fiche technique
- Titre original complet : John Carpenter's In the Mouth of Madness[2]
- Titre français : L'Antre de la folie
- Titre québécois : Au cœur de la démence[2]
- Réalisation : John Carpenter
- Scénario : Michael De Luca
- Musique : John Carpenter et Jim Lang
- Photographie : Gary B. Kibbe (en)
- Montage : Edward A. Warschilka
- Décors : Jeff Ginn
- Costumes : Robin Michel Bush
- Production : Sandy King (en)

Producteur délégué : Michael De Luca
Producteur associé : Artist W. Robinson
- Société de production : New Line Cinema
- Distribution : New Line Cinema (États-Unis), Metropolitan Filmexport (France)
- Budget : 8 millions de dollars[3]
- Pays de production :  États-Unis
- Langue originale : anglais
- Format : Couleurs (DeLuxe) - 2,35:1 - Dolby Surround / DTS - 35 mm
- Genre : horreur, thriller
- Durée : 95 minutes
- Dates de sortie[2] :
  - États-Unis : 3 février 1995
  - France : 8 février 1995
- Classification[4] :
  - États-Unis : R - Restricted
  - France : interdit aux moins de 12 ans

## Distribution
- Sam Neill (VF : Bruno Devoldère) : John Trent
- Julie Carmen (VF : Déborah Perret) : Linda Styles
- Jürgen Prochnow (VF : Julien Roy) : Sutter Cane
- Charlton Heston (VF : Léon Dony) : Jackson Harglow
- David Warner (VF : Jean-Claude de Goros) : Dr Wrenn
- John Glover (VF : Bernard Soufflet) : Saperstein
- Wilhelm von Homburg (VF : Alain Choquet) : Simon
- Bernie Casey (VF : Sylvain Lemarié) : Robinson
- Frances Bay (VF : Lita Recio) : Mme Pickman
- Hayden Christensen : le porteur de journaux
- Kevin Zegers : un enfant

## Production

### Genèse et développement
Michael De Luca écrit le script dans les années 1980 et le propose alors à plusieurs réalisateurs dont John Carpenter, qui le refuse. En 1989, New Line Cinema annonce la production du film avec Tony Randel comme réalisateur. Mary Lambert sera également attachée au projet. Après quelques années, le projet stagne. John Carpenter signe finalement pour mettre en scène le film en décembre 1992.
Le film s'inspire fortement de l'univers des auteurs Stephen King et H. P. Lovecraft, sans pour autant être adapté de l'un de leurs ouvrages.

### Attribution des rôles
Les tout jeunes Hayden Christensen et Kevin Zegers obtiennent ici l'un de leurs premiers rôles.

### Tournage
Le tournage se déroule en Ontario au Canada, notamment dans le canton de King (King Township) et dans les villes de King City, Markham, Toronto (Scarborough, Université de Toronto) et Unionville.

### Musique
Albums de John Carpenter
Petits cauchemars avant la nuit
(1993) Le Village des damnés
(1995)
La musique du film est composée par John Carpenter et Jim Lang.
Liste des titres
1. In the Mouth of Madness - 5:28
2. Robby's Office - 2:30
3. Axe Man - 2:04
4. Bookstore Creep - 0:52
5. The Alley Nightmare - 0:59
6. Trent Makes the Map - 2:14
7. A Boy and His Bike - 3:06
8. Don't Look Down - 1:15
9. Hobb's End - 2:18
10. Pickman Hotel - 1:11
11. The Picture Changes - 2:20
12. The Black Church - 4:50
13. You're Wrong, Trent - 1:42
14. Mommy's Day - 3:04
15. Do You Like My Ending? - 2:05
16. I'm Losing Me - 3:09
17. Main Street - 4:37
18. Hobb's End Escape - 2:23
19. The Portal Opens - 3:06
20. The Old Ones Return - 2:30
21. The Book Comes Back - 4:03
22. Madness Outside - 0:34
23. Just a Bedtime Story - 3:44

## Sortie et accueil
Le film est un échec commercial, rapportant environ 8 924 000 $ au box-office en Amérique du Nord pour un budget de 8 000 000 $. En France, il réalise 182 061 entrées.
Il reçoit un accueil mitigé de la critique à sa sortie, mais semble être progressivement réhabilité depuis. En 1995, les Cahiers du cinéma le classent 10e dans leur liste des meilleurs films de 1995 et Télérama, tout en louant la tension continue du film, suggère que son réalisateur « menace de tourner en rond ».
En 2006, Les Inrockuptibles y voient  « un des films les plus brillants de John Carpenter ». Fin 2016, l’agrégateur de critiques Rotten Tomatoes alloue à L'Antre de la folie une note moyenne de 5,2/10 sur la base de 35 critiques collectées, mais la note grimpe à 3,5/5 auprès des inscrits du site. Ceux d'IMDb lui attribuent une moyenne de 7,2/10.

## Commentaires

### Analyse
Très référencé, le film s’inspire de l’écrivain de best-sellers horrifique Stephen King (pour le personnage de Sutter Caine - celui-ci est même nommément cité dans le film), et surtout de l’œuvre littéraire d'Howard Phillips Lovecraft. Bien que n'adaptant pas une histoire de l'écrivain, John Carpenter lui rend hommage avec deux thèmes essentiels de l’imaginaire « lovecraftien »: la folie, et le passage progressif vers un univers cauchemardesque, où des entités anciennes et oubliées, aussi mauvaises que puissantes, attendent leur heure pour détruire l'humanité. 

### Mise en abyme
Lorsque Trent va voir L'Antre de la folie au cinéma dans les dernières minutes du film, l'affiche fictive crédite l'équipe du véritable film (« New Line Cinema Presents a John Carpenter film… ») excepté pour les noms des trois acteurs principaux (Sam Neill, Julie Carmen et Charlton Heston) remplacés par ceux de leurs personnages (respectivement John Trent, Linda Styles et Jackson Harglow).

### Générique de fin
Lors du générique de fin, après le message habituel indiquant qu'aucun animal n'a été maltraité durant le tournage, on peut lire : « L'interaction humaine a été contrôlée par l'Association Psychiatrique Inter-Planétaire. Le nombre de morts étant élevé, les pertes humaines sont lourdes. »
Les crédits sont en bleu, couleur utilisée dans le film par Sutter Cane pour indiquer son contrôle sur le monde, indiquant que ses pouvoirs dépassent le récit lui-même.

## Distinctions
- En 1995, le film remporte le prix de la critique au Fantasporto, et était également nommé en tant que meilleur film[15].
- Deux nominations lors des Saturn Awards 1996 décernés par l'Académie des films de science-fiction, fantastique et horreur : meilleur film d'horreur et meilleur maquillage[15].